# Karel Skalička
Karel Skalička (* 1. November 1896 in Prag; † 30. Dezember 1979 in Buenos Aires), auch Carlos Skalicka, war ein tschechoslowakischer, später argentinischer Schachmeister. Gemäß der Statistik von Chessmetrics gehörte er 1931/32 zu den besten 20 Spielern der Welt.

## Leben und Beruf
Karel Skalička studierte nach seinem Dienst im Ersten Weltkrieg Jura und war als promovierter Jurist sowohl als Anwalt als auch als Richter tätig. Als Vertreter seines Landes nahm er 1924 in Paris an der Gründungsversammlung der FIDE teil und unterzeichnete die Gründungsurkunde. Nach der Schacholympiade 1939 blieb er wie viele andere europäische Meister nach Ausbruch des Zweiten Weltkriegs in Südamerika und lebte bis zu seinem Tode in Argentinien. Dort wurde er unter dem Namen Carlos Skalicka geführt.

## Schachliche Erfolge

### Olympiaden
Karel Skalička gehörte zu der tschechoslowakischen Mannschaft, die 1924 in Paris die Gesamtwertung der noch inoffiziellen ersten Schacholympiade gewann. Dabei wurde er in der Vorrunde mit drei Punkten aus fünf Partien Gruppendritter und holte in der Trostrunde weitere drei Punkte aus acht Partien. In der Folge stand Skalička noch dreimal im Aufgebot der Tschechoslowakei bei Schacholympiaden. Sein Heimatland gehörte damals zu den führenden Schachnationen der Welt. 1931 holte er 10,5 Punkte aus 14 Partien, war damit bester Reservespieler des ganzen Turniers und trug maßgeblich zum Gewinn der Bronzemedaille durch die tschechoslowakische Mannschaft bei. 1933 holten die Tschechoslowaken sogar die Silbermedaille, wozu Skalička drei Punkte aus fünf Partien beisteuerte. Bei der Schacholympiade 1939 war er schließlich erstmals Stammspieler für die Mannschaft des Protektorats Böhmen und Mähren, welche das A-Finale erreichte und dort Platz 6 belegte. Skalička erreichte 3,5 Punkte aus 8 Partien.

### Einzelturniere
Skalička nahm an mehreren stark besetzten Turnieren teil. Er wurde 1923 Turniersieger in Prag und wiederholte diesen Erfolg 1924 als gemeinsamer Sieger mit Karel Hromádka. Es folgten zahlreiche vordere Plätze überwiegend in Prag, wo fast jährlich hochkarätige Turniere ausgetragen wurden. 1926 belegte er dort noch einmal den geteilten ersten Platz. 1925, 1927, 1930 und 1932 wurde er jeweils (meist gemeinsam mit anderen Spielern) Zweiter. Außerhalb seiner Heimat sind Platz 6 in Berlin 1924 und Platz 2 in Bromley 1925 hinter Hermanis Matisons hervorzuheben. 1936 nahm Skalička am Turnier von Poděbrady teil, das zu den stärksten Turnieren seiner Zeit gezählt wird. Schachliche Erfolge aus seiner neuen Heimat sind nur noch für die Jahre 1945 und 1946 überliefert, wo er zunächst in Quilmes Zweiter hinter Gideon Ståhlberg wurde und dann in Buenos Aires den Turniersieg mit dem späteren Internationalen Meister René Letelier teilte.

### Weitere schachliche Aktivitäten
Den Quellen nach war Karel Skalička sowohl als Schachkomponist als auch als Schachautor und -übersetzer tätig. Unter seinen bekannten Werken befinden sich vorwiegend Turnierbücher zu südamerikanischen Wettkämpfen. Schließlich war Skalička auch als Schiedsrichter sowohl bei klassischen Turnieren als auch im Bereich der Schachkomposition tätig. Im Jahr 1953 erhielt er den Titel eines Internationalen Schiedsrichters. 1973 wurde er zum FIDE-Ehrenmitglied ernannt.

## Skalitzka-Turniersystem
Das FIDE-Schiedsrichterhandbuch erläutert ein Turniersystem unter der Bezeichnung Skalitzka System. Nach Auskunft des tschechischen Schachverbandes und des Schachhistorikers Jan Kalendovský ist es "most likely", in Karel Skalička den Urheber dieses Systems zu sehen. Das System kann angewendet werden, wenn genau drei Mannschaften mit gerader Spieleranzahl ein Rundenturnier bestreiten sollen. Man kommt dann mit nur zwei Runden und ohne spielfreie Mannschaften aus. Dafür werden die geschlossenen Mannschaftskämpfe aufgespaltet und auch weitere Zugeständnisse gemacht.
Im folgenden Beispiel nehmen an dem Turnier die drei Mannschaften A, B und C teil. Zu jeder Mannschaft gehören vier Spieler, die gemäß der gemeldeten Aufstellung innerhalb ihres Teams als A1, A2 … C3, C4 bezeichnet werden. Im Skalitzka-System werden nun zwei Turnierdurchgänge nacheinander absolviert, an denen jeweils alle 12 Spieler beteiligt sind.
| 1. Durchgang                                    | 2. Durchgang                                    |
| ----------------------------------------------- | ----------------------------------------------- |
| A1 – B1 A3 – B3 C2 – A2 C4 – A4 B2 – C1 B4 – C3 | A2 – B2 A4 – B4 C1 – A1 C3 – A3 B1 – C2 B3 – C4 |

Daraus resultieren drei vollwertige Mannschaftskämpfe. Die unterlegten Farben zeigen die Zuordnung zu den beiden zeitlich getrennten Durchgängen an.
| A – B   | C – A   | B – C   |
| ------- | ------- | ------- |
| A1 – B1 | C1 – A1 | B1 – C2 |
| A2 – B2 | C2 – A2 | B2 – C1 |
| A3 – B3 | C3 – A3 | B3 – C4 |
| A4 – B4 | C4 – A4 | B4 – C3 |

Vorteile
- Es wird lediglich der Zeitbedarf von zwei Runden benötigt, statt drei Runden bei klassischer Austragung.
- Es ist keine Mannschaft spielfrei und die dadurch u. U. mögliche Wettbewerbsverzerrung in der letzten Runde unterbleibt.

Zugeständnisse
- Der Mannschaftskampf wird zeitlich und räumlich aufgelöst. Die Elemente der Mannschaftstaktik gehen teilweise verloren.
- Innerhalb eines Mannschaftskampfes hat jede Mannschaft an allen Brettern die gleiche Farbe. Insgesamt ergibt sich aber für jede Mannschaft und jeden einzelnen Spieler Farbausgleich.
- Spielerwechsel (und entsprechendes Aufrücken) zwischen beiden Durchgängen können zu ungewollten Effekten führen, u. a. dazu, dass ein Spieler zweimal im gleichen Mannschaftswettbewerb antritt. Sie sollten daher ausgeschlossen sein.
- In einem der drei Wettkämpfe wird die Paarung gemäß Brettfolge aufgehoben. Durch das Setzen der Spieler „über Kreuz“ wird dennoch ein Ausgleich erzielt (hier beim Wettkampf B – C).